# 5748 Davebrin
5748 Davebrin è un asteroide della fascia principale. Scoperto nel 1991, presenta un'orbita caratterizzata da un semiasse maggiore pari a 2,5593058 au e da un'eccentricità di 0,1470817, inclinata di 12,95028° rispetto all'eclittica.
Dal 26 febbraio al 25 aprile 1994, quando 5835 Mainfranken ricevette la denominazione ufficiale, è stato l'asteroide denominato con il più alto numero ordinale. Prima della sua denominazione, il primato era di 5689 Rhön.
L'asteroide è dedicato allo scrittore statunitense David Brin.